# 달성군·고령군 (1963년 선거구)
달성군·고령군은 대한민국의 옛 국회의원 선거구이다. 당시 경상북도 달성군과 고령군 지역을 관할했다.

## 역사
제6대 국회의원 선거를 앞두고 달성군 선거구와 고령군 선거구가 통합되면서 신설되었다. 또한 1958년에 대구시로 편입되었던 지역들이 다시 달성군으로 환원되면서 해당 지역들도 함께 달성군·고령군 선거구에 편입되었다.
제9대 국회의원 선거를 앞두고 경산군 선거구와 통합되어 달성군·경산군·고령군 선거구를 이루게 되면서 폐지되었다.

## 역대 국회의원
| 선거   | 정당 | 정당       | 의원   |
| ------ | ---- | ---------- | ------ |
| 1963년 |      | 민주공화당 | 김성곤 |
| 1967년 |      | 민주공화당 | 김성곤 |
| 1971년 |      | 민주공화당 | 김성곤 |
| 1971년 |      | 민주공화당 | 박준규 |

## 역대 선거 결과

### 대한민국 제6대 국회의원 선거
|  | 64.75% |

|  | 19.02% |

|  | 9.47% |

|  | 2.74% |

|  | 2.46% |

|  | 1.52% |

### 대한민국 제7대 국회의원 선거
|  | 73.96% |

|  | 24.61% |

|  | 1.41% |

|  | 0% |

### 대한민국 제8대 국회의원 선거
|  | 73.87% |

|  | 15.21% |

|  | 10.18% |

|  | 0.72% |

### 1971년 대한민국 재보궐선거
김상곤 의원의 사임으로 인해 치러진 1971년 대한민국 재보궐선거에서 민주공화당 박준규 후보가 당선되었다.